# Ifikrates
Ifkrates, född 415 f.Kr., död 353 f.Kr., var en grekisk general som införde ett nytt sätt för hopliter att slåss på.
Ifkrates hoplit hade ingen bröstplåt istället hade de en tunn läderkyrras som var mycket mer böjlig än den av den klassiska hoplitens bröstskydd, istället för benskydd hade de ett par kängor kallade Ifkrater till generalens ära, de hade också en mindre sköld än den klassiska hopliten. Ifkrates trupper kompenserade sin tyngre motståndares övertag i kroppsskydd med en 3,6 meter lång lans som kunde nå deras tyngre motståndare innan motståndaren nådde dem. Ifkrates införde också mer lättbeväpnade projektiltrupper som kunde anfalla fienden på avstånd. 
Ifkrates vann flera stora segrar mot ett antal stadsstater till exempel Sparta.